# صوفيا بلاك ديليا
صوفيا بلاك ديليا (بالإنجليزية: Sofia Black D'Elia)‏ (ولدت في 23 ديسمبر 1991) ممثلة أمريكية، اشتهرت عن دورها في فيلم الملحمي التاريخي بن هور (2016)، وعن دورها في المسلسل التلفزيوني القصير في ليلة (2016).

## نشأتها
نشأت صوفيا بلاك ديليا في شمال نيو جيرسي مع والديها وشقيقها الأكبر كايل. والدتها من أصل يهودي روسي والدها من أصل إيطالي.

## مسيرتها الفنية
قبل تخرجها من مدرسة كليفتون الثانوية، حجزت صوفيا دورها الأول في المسلسل التفلزيوني جميع أطفالي , بعد فترة وجيزة، بدأت دراستها للحرفة في استوديو ويليام إسبر تحت تعليمات رائعة من السيد بيل اسبر.

## روابط خارجية
- صوفيا بلاك ديليا على موقع IMDb (الإنجليزية)
- صوفيا بلاك ديليا على موقع قاعدة بيانات الأفلام السويدية (السويدية)
- صوفيا بلاك ديليا على موقع قاعدة بيانات الفيلم (الإنجليزية)